# Bernard Blaut
Bernard Blaut (Krappitz, Alemania Nazi, 3 de enero de 1940 - Varsovia, Polonia, 19 de mayo de 2007) fue un exfutbolista y entrenador polaco.

## Carrera
Blaut comenzó su carrera en el Odra Opole en 1958. Tras fichar por el Legia de Varsovia en 1962, fue convocado regularmente por la selección polaca. Fue llamado en 36 ocasiones y marcó un total de tres goles con la selección. En 1972 se trasladó a Francia, jugando con el FC Metz hasta 1974. Tras su retiro, fue entrenador de la selección de fútbol de los Emiratos Árabes Unidos en 1990. Falleció en Varsovia el 19 de mayo de 2007 a la edad de 67 años.